# Schronisko Zakonnicy
Schronisko Zakonnicy, Grota Zakonnicy – jaskinia, a właściwie schronisko, w polskich Pieninach. Wejście do niej znajduje się w ścianie Facimiechu, około 160 metrów nad Dunajcem, na wysokości około 600 m n.p.m. Jaskinia jest pozioma, a jej długość wynosi 7 metrów. Znajduje się na obszarze Pienińskiego Parku Narodowego, poza szlakami turystycznymi.

## Opis jaskini
Jaskinię stanowi niewielka, podłużna sala, o lekko pochylonym dnie, znajdująca się zaraz za dużym, kilkumetrowej wysokości, otworem wejściowym. W jaskini nie ma nacieków. Na dnie rosną róże i irgi, a na ścianach paprocie i smagliczki skalne.
Jaskinia była znana od dawna. Jej plan i opis sporządzili A. Amirowicz, J. Baryła, K. Dziubek i M. Gradziński w 1993 roku.